# Национална асоциация за образоване и възпитание на малки деца в САЩ
Националната асоциация за образоване и възпитание на малки деца в САЩ (NAEYC) е най-голямата некомерсиална организация в САЩ представляваща учители, експерти и адвокати в сферата на ранното детско възпитание. Асоциацията съществува вече 75 години и излага своите разработки в конференци за развитието на децата. Асоциацията побликува професионални книги и журнали.